# Samantha Murray Sharan
Samantha Dawn Murray Sharan (* 9. Oktober 1987 in Stockport als Samantha Dawn Murray) ist eine britische Tennisspielerin.

## Karriere
Murray begann mit fünf Jahren mit dem Tennis und spielt überwiegend ITF-Turniere, bei denen sie bislang vier Einzel- und 30 Doppeltitel gewinnen konnte.
Sie bestritt dreimal die Qualifikation eines Grand-Slam-Turniers, konnte aber nie das Hauptfeld erreichen. 2013 und 2014 bekam sie in Wimbledon eine Wildcard fürs Hauptfeld, schied aber jeweils in der ersten Runde aus.
Murray, die von Juli 2014 bis April 2016 kein Turnier gespielt hat, wurde ab Juli 2015 nicht mehr in den Weltranglisten geführt. Doch bereits kurz nach ihrem Comeback gewann sie am 30. April 2016 ihren elften Doppeltitel auf dem ITF Women’s Circuit.

## Turniersiege

### Einzel
| Nr. | Datum            | Turnier       | Kategorie   | Belag             | Finalgegnerin             | Ergebnis      |
| --- | ---------------- | ------------- | ----------- | ----------------- | ------------------------- | ------------- |
| 1.  | 21. Oktober 2012 | Glasgow       | ITF $25.000 | Hartplatz (Halle) | Alison Van Uytvanck       | 6:3, 2:6, 6:3 |
| 2.  | 28. Oktober 2017 | Wirral        | ITF $15.000 | Hartplatz (Halle) | Eden Silva                | 6:2, 6:2      |
| 3.  | 11. August 2019  | Chiswick      | ITF W25     | Hartplatz         | Lesley Pattinama Kerkhove | 6:4, 6:4      |
| 4.  | 8. März 2020     | Potchefstroom | ITF W25     | Hartplatz         | Marina Melnikowa          | 2:6, 6:2, 6:4 |

### Doppel
| Nr. | Datum              | Turnier               | Kategorie   | Belag             | Partnerin            | Finalgegnerinnen                       | Ergebnis          |
| --- | ------------------ | --------------------- | ----------- | ----------------- | -------------------- | -------------------------------------- | ----------------- |
| 1.  | 29. Oktober 2005   | Quartu Sant’Elena     | ITF $10.000 | Hartplatz         | Kika Hogendoorn      | Simona Dobrá Renata Kučerková          | 6:4, 4:6, 7:5     |
| 2.  | 7. Mai 2011        | Edinburgh             | ITF $10.000 | Sand              | Jade Windley         | Surina De Beer Scarlett Werner         | 7:5, 4:6, [10:8]  |
| 3.  | 15. Mai 2011       | Iraklio               | ITF $10.000 | Hartplatz         | Anna Fitzpatrick     | Amanda Elliott Nicole Rottmann         | 6:3, 6:2          |
| 4.  | 31. Juli 2011      | Chiswick              | ITF $10.000 | Hartplatz         | Jade Windley         | Lucy Brown Francesca Stephenson        | 6:4, 6:4          |
| 5.  | 11. September 2011 | Alice Springs         | ITF $25.000 | Hartplatz         | Maria Fernanda Alves | Brooke Rischbieth Storm Sanders        | 3:6, 7:5, [10:3]  |
| 6.  | 25. September 2011 | Darwin                | ITF $25.000 | Hartplatz         | Maria Fernanda Alves | Stephanie Bengson Tyra Calderwood      | 6:4, 6:2          |
| 7.  | 15. Januar 2012    | Glasgow               | ITF $10.000 | Hartplatz (Halle) | Anna Fitzpatrick     | Alexandra Walker Lisa Whybourn         | 6:2, 6:3          |
| 8.  | 17. März 2012      | Bath                  | ITF $10.000 | Hartplatz (Halle) | Emily Webley-Smith   | Lenka Juríková Katarzyna Piter         | 4:6, 6:4, [10:5]  |
| 9.  | 19. August 2012    | Westende              | ITF $10.000 | Hartplatz         | Amy Bowtell          | Steffi Distelmans Magali Kempen        | 6:3, 6:3          |
| 10. | 27. Januar 2013    | Preston               | ITF $10.000 | Hartplatz (Halle) | Jade Windley         | Tara Moore Melanie South               | 6:3, 3:6, [10:5]  |
| 11. | 1. Mai 2016        | Scharm asch-Schaich   | ITF $10.000 | Hartplatz         | Despina Papamichail  | Ola Abou Zekry Jaqueline Cristian      | 6:3, 6:2          |
| 12. | 8. Mai 2016        | Scharm asch-Schaich   | ITF $10.000 | Hartplatz         | Despina Papamichail  | Nidhi Chilumula Rishika Sunkara        | 3:6, 6:2, [10:1]  |
| 13. | 10. Juli 2016      | Lissabon              | ITF $10.000 | Hartplatz         | Emma Laine           | Mathilde Armitano Inês Murta           | 7:65, 6:3         |
| 14. | 20. Oktober 2017   | Joué-lès-Tours        | ITF $25.000 | Hartplatz (Halle) | Sarah Beth Grey      | Jaqueline Cristian Elena-Gabriela Ruse | 7:63, 6:3         |
| 15. | 28. Oktober 2017   | Wirral                | ITF $15.000 | Hartplatz (Halle) | Maia Lumsden         | Alicia Barnett Laura Sainsbury         | 6:4, 6:3          |
| 16. | 10. August 2018    | Chiswick              | ITF $25.000 | Hartplatz         | Freya Christie       | Sarah Beth Grey Olivia Nicholls        | 3:6, 7:5, [10:8]  |
| 17. | 7. September 2018  | Santarém              | ITF $15.000 | Hartplatz         | Dasha Ivanova        | Maria Masini Inês Murta                | 0:6, 6:1, [10:4]  |
| 18. | 21. September 2018 | Lissabon              | ITF $25.000 | Hartplatz         | Emma Laine           | Michaëlla Krajicek Tereza Martincová   | 7:5, 6:4          |
| 19. | 29. September 2019 | Roehampton            | ITF W25     | Hartplatz         | Anna Smith           | Sarah-Rebecca Sekulic Julia Wachaczyk  | 6:4, 6:3          |
| 20. | 13. Oktober 2019   | Cherbourg-en-Cotentin | ITF W25     | Hartplatz (Halle) | Naomi Broady         | Myrtille Georges Kimberley Zimmermann  | 6:3, 6:2          |
| 21. | 7. März 2020       | Potchefstroom         | ITF W25     | Hartplatz         | Fanny Stollár        | Berfu Cengiz Paige Hourigan            | 6:1, 6:1          |
| 22. | 19. September 2020 | Cagnes-sur-Mer        | ITF W80     | Sand              | Julia Wachaczyk      | Paula Kania Katarzyna Piter            | 7:5, 6:2          |
| 23. | 31. Oktober 2021   | Poitiers              | ITF W80     | Hartplatz (Halle) | Mariam Bolkwadse     | Audrey Albié Léolia Jeanjean           | 7:65, 6:0         |
| 24. | 6. November 2021   | Nantes                | ITF W60     | Hartplatz (Halle) | Jessika Ponchet      | Alicia Barnett Olivia Nicholls         | 6:4, 6:2          |
| 25. | 19. Februar 2022   | Altenkirchen          | ITF W60     | Teppich           | Mariam Bolkwadse     | Susan Bandecchi Simona Waltert         | 6:3, 7:5          |
| 26. | 7. Mai 2022        | Koper                 | ITF W60     | Sand              | Xenia Knoll          | Conny Perrin Joanne Züger              | 6:3, 6:2          |
| 27. | 7. Oktober 2023    | Baza                  | ITF W25     | Hartplatz (Halle) | Olivia Gadecki       | Lea Bošković Ángela Fita Boluda        | 7:5, 4:6, [10:4]  |
| 28. | 18. November 2023  | Petingen              | ITF W40     | Hartplatz (Halle) | Alicia Barnett       | Ali Collins Isabelle Haverlag          | 6:74, 6:1, [10:6] |
| 29. | 17. Februar 2024   | Roehampton            | ITF W50     | Hartplatz (Halle) | Freya Christie       | Ali Collins Elena Malõgina             | 7:65, 6:3         |
| 30. | 5. Mai 2024        | Wiesbaden             | ITF W100    | Sand              | Laura Pigossi        | Himeno Sakatsume Anita Wagner          | 7:5, 6:2          |

## Persönliches
Samantha Murray heiratete am 19. Juli 2019 in Manchester und am 23. November 2019 in Neu-Delhi den indischen Davis-Cup-Spieler Divij Sharan.